# Martin Milner
Martin Sam Milner (Detroit, Míchigan; 28 de diciembre de 1931-Carlsbad, California; 6 de septiembre de 2015) fue un actor estadounidense que se hizo famoso principalmente por dos series de televisión de gran popularidad, Ruta 66 y Adam-12. Asimismo trabajó en otras series de TV, numerosas películas, una comedia dramática en radio, e incluso un programa, también radial, dedicado al deporte de la pesca.

## Biografía
Martin Sam Milner, para su familia Marty, era hijo único de Sam Gordon y Jerry Martin Milner. Su padre fue un empleado de la construcción que luego se convirtió en un agente publicitario y finalmente en un distribuidor de películas cinematográficas. Su madre era una bailarina que trabajaba en The Paramount Theater circuit. El matrimonio Milner se traslada a Seattle, cuando Marty es muy pequeño, y posteriormente -cuando transcurre la adolescencia de éste- pasan a radicarse en la Ciudad de Los Ángeles (California).
Durante su estadía en Seattle realiza algunos trabajos con la Compañía de Actores local, lo que le permite adquirir práctica en las labores artísticas. 
Cuando se trasladan a Hollywood, por razones laborales del padre, éste le consigue un representante y a partir de allí es elegido para desempeñar un papel en el film Life With Father: para entonces Marty cuenta con 14 años de edad.
Poco después de finalizada la película, Martin contrae poliomielitis, razón por la que su carrera debe quedar suspendida -durante un año- hasta la afortunada recuperación de tan delicada enfermedad. Una vez recuperado retoma su labor interpretativa con la producción Sands of Iwo Jima, cuyo protagonista es el afamado actor John Wayne.
Milner se gradúa en la North Hollywood High School y posteriormente continúa capacitándose en el San Fernando Valley State College por un breve período. También cursa estudios universitarios, en California, pero abandona los mismos luego de un año de curso porque pretende dedicarse más ampliamente a su carrera artística.
Durante los años 1949 al 1960 trabaja de manera casi continuada en cine, con la salvedad de una interrupción de dos años por haber sido reclutado en 1952. Algunas de las películas realizadas en este periodo son la ya nombrada Sands of Iwo Jima, Gunfight at the O.K. Corral, Marjorie Morningstar, y Sweet Smell of Success.
Al poco de ingresar en el Ejército es asignado a la División de Recursos Humanos, donde dirige películas de entrenamiento militar y también sirve como maestro de ceremonias de un espectáculo basado en una gira de la Institución militar "Fort Ord". Allí se reúne con otros actores como David Janssen y Clint Eastwood, que también son asignados a dicha división.   
Pero Milner entra con fuerza en la televisión mediante la famosa serie Ruta 66 de la Compañía CBS, desde 1960 a 1964. En ella interpreta a "Tod Stiles", un joven que recorre la carretera -en su moderno y deportivo Corvette-, con su amigo "Buz Murdock" (interpretado por George Maharis) en busca de aventuras.  Durante los años que pasa filmando dicha serie, Milner viaja a diferentes lugares con su mujer y sus hijos, recorriendo una gran parte del territorio de su país. 
Posteriormente, en 1975/6, Milner protagonizó “La familia Robinson” una serie de televisión estadounidense de acción y aventura. El piloto de la serie fue exhibido por primera vez el 15 de abril de 1975. Sobre la base de la novela La familia Robinson, el piloto y sus posteriores 20 episodios de la serie fueron producidos por Irwin Allen. Martin Milner interprestaba a Karl Robinson, el sobreviviente de un naufragio que se encontró, junto a su esposa, y sus dos hijos en una isla volcánica. Helen Hunt (Mad about You – Twister – Mejor Imposible) actuaba como una niña que quedó varada en la isla en el mismo naufragio y que era acogida por la familia Robinson. Cameron Mitchell (El Gran Chaparral) encarnaba a Jeremías Worth, un marinero que había sobrevivido solo en la isla durante siete años después de un naufragio anterior, que se convertiría en amigo de los Robinson.
Milner es elegido por el actor y productor Jack Webb (famoso por la serie de televisión Dragnet) para interpretar al agente "Pete Malloy" en la serie televisiva Adam-12. Milner acepta el papel tras poner algunas condiciones y pasa a ser coestrella de Kent McCord, quien interpreta al agente "Jim Reed" en la mencionada serie, que se filma durante los años 1968 a 1975. 
Además Milner interpreta diversos papeles en cine durante los años 1970 a 1980; al igual que también hace participaciones especiales en series de televisión como Asesinato, Columbo, MacGyver, etc. Su más reciente aparición fue en "Asesinato Blues", un episodio de la serie Diagnóstico Asesinato en 1997, y el 5 de octubre de 2000 fue entrevistado para la A & E Biography sobre la historia de "Jack Webb".

## Filmografía completa
- 1947 - Life with Father, de Michael Curtiz.
- 1950 - Situación desesperada (Halls of Montezuma), de Lewis Milestone.
- 1951 - La flota silenciosa (Operation Pacific), de George Waggner.
- 1952 - Los últimos comanches (Last of the Comanches), de André de Toth.
- 1952 - El honor del capitán Lex (Springfield Rifle), de André de Toth.
- 1953 - Tempestad en Asia (Destination Gobi), de Robert Wise.
- 1955 - Francis in the Navy, de Arthur Lubin.
- 1957 - Duelo de titanes (Gunfight at the O.K. Corral), de John Sturges.
- 1957 - Chantaje en Broadway, de Alexander Mackendrick.
- 1959 - Impulso criminal (Compulsion), de Richard Fleischer.
- 1967 - El valle de las muñecas (Valley of the Dolls), de Mark Robson.
- 1971 - Homicidio de acuerdo con el libro (Columbo: Murder by the Book), de Steven Spielberg.
- 1974 - Huracán (Hurricane), de Jerry Jameson.
- 1977 - Aeropuerto 78 (SST: Death Flight) de David Lowell Rich.

## Nuevas experiencias
Milner ha transformado su carrera actoral en una carrera para la radiofonía, realizando allí importantes programas. También se lo ve en ferias comerciales (esporádicamente), realiza firmas de autógrafos, aparece en eventos relativos a la Ruta 66, y participa en el Fondo Conmemorativo de Beneficencia LAPD. También ha servido como Comisionado para el Departamento de Policía de San Diego. Y en octubre de 2000, Martin Milner realizó una presentación con la Policía de Los Ángeles para homenajear a la Sociedad Histórica de Jack Webb Award.

## Su familia
Martin Milner estuvo casado con la actriz de televisión (y excantante) Judith Bess "Judy" Jones. Se conocieron durante una fiesta y a partir de entonces nació entre ambos un fuerte vínculo que concluyó finalmente en casamiento en febrero de 1957. Tienen 4 hijos: Amy, Molly, Stuart, y Andrew.